# Estação Imbariê
Imbariê é uma estação ferroviária do ramal de Vila Inhomirim, operado pela SuperVia. Está situada no bairro homônimo do município de Duque de Caxias, na Baixada Fluminense, na Região Metropolitana do Rio de Janeiro.